# Faradayev naboj
Faradayev naboj, imenovan tudi Faradayeva konstanta, se označi s črko F. Pove nam naboj enega mola elektronov. Dobimo jo, če pomnožimo osnovni naboj elektronov (e0 = 1,602 x 10-19 C ) z Avogadrovim številom:
F = eNA = 9,648 x 104 C/mol
(C je enota za coulumb, 1 C = 1 As)
Na podlagi zgoraj zapisanih enačb lahko ugotovimo, da se da s pomočjo Faradayeve konstante določiti tudi množino elektronov pri elektrolizi:

n(e-) = Q/F

Pri čemer je Q naboj elektronov. Tu gre za podobno stvar, kot takrat, če želimo izračunati tudi množino določene snovi, s tem da tukaj na podlagi naboja elektronov izračunamo tudi njihovo množino.
Enačba je zelo uporabna v kemiji, saj lahko na podlagi te enačbe izračunamo naboj ionov v raztopinah, oz. je uporabna za merjenje pretočenega naboja v tokokrogu.